# Documento público

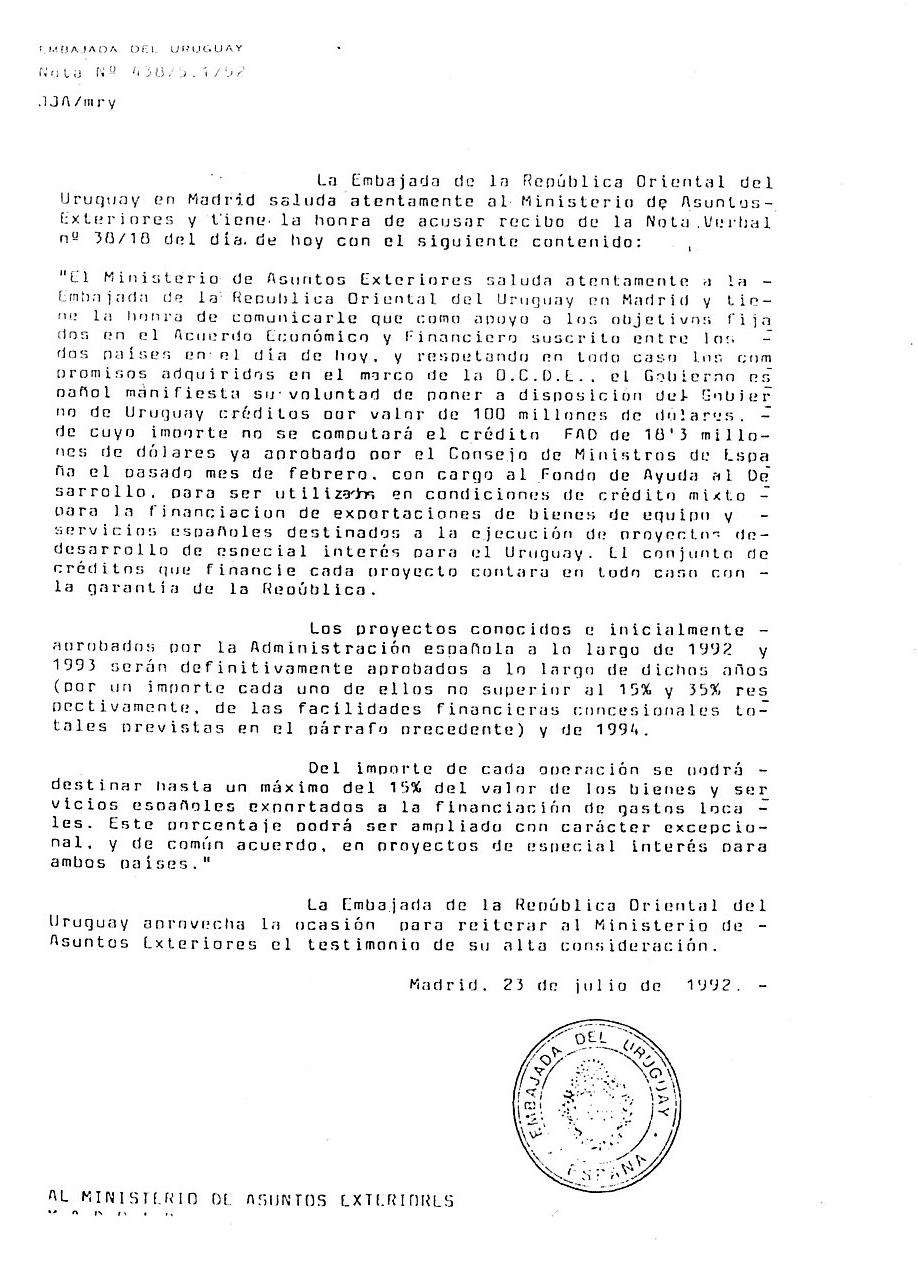
Ejemplo de documento público español.

Un documento o instrumento público es aquel documento expedido o autorizado por un funcionario público o fedatario público competente y que da fe de su contenido por sí mismo.

## Definición legal
En general, son documentos públicos aquellos emitidos por funcionarios públicos en ejercicio de sus funciones. En España, el artículo 1216 del Código Civil define lo que se entiende por documento público: "Documento expedido o autorizado por funcionario público competente con las solemnidades requeridas por la ley."
En Colombia, de acuerdo con la definición del Código de Procedimiento Civil (artículo 251), documento público es aquel otorgado por un funcionario público en ejercicio de su cargo o con su intervención. Se denomina instrumento público cuando consiste en un escrito autorizado o suscrito por el respectivo funcionario; se denomina escritura pública, cuando es otorgado por un notario o quien haga sus veces y ha sido incorporado en el respectivo protocolo. El documento privado es, por exclusión, todo el que no reúna los requisitos para ser público. Es, por tanto, una perspectiva orgánica, puesto que el carácter público del documento, lo determina la persona u órgano donde se origina. El ámbito de producción del documento - sujeto productor y calidad del mismo - es lo que define y determina, en últimas, su naturaleza pública. En consecuencia, los datos contenidos en un documento público, por su naturaleza y salvo las excepciones que estipulen las leyes, también son públicos.

## Ley de enjuiciamiento civil
Sin embargo, en el Derecho español, a efectos procesales, son considerados también documentos públicos los enumerados en el artículo 317 de la ley de enjuiciamiento civil:
1. las resoluciones y diligencias judiciales de toda especie y sus testimonios
2. los autorizados por notario
3. los intervenidos por Corredores de
Comercio y sus certificaciones
4. las certificaciones que expidan los Registradores de la Propiedad y Mercantiles de los asientos registrales
5. los expedidos por funcionarios públicos con facultades de dar fe
6. los que con referencia a archivos y Registros de la Administración Pública sean expedidos por funcionarios facultados para dar fe.

## Traducciones certificadas por perito
También se consideran documentos públicos las traducciones juradas, es decir, las traducciones realizadas o certificadas por perito traductor.[cita requerida]

## Fuerza probatoria
El artículo 1218 del Código Civil de España regula la fuerza probatoria de los documentos públicos.
Los documentos públicos hacen prueba aun contra tercero del hecho que motiva su otorgamiento y de la fecha de este. También harán prueba contra los contratantes y sus causahabientes, en cuanto a las declaraciones que en ellos hubieren hecho los primeros.